# Chó Stabyhoun
Chó Stabyhoun hoặc Chó Stabij là một trong năm giống chó hiếm nhất trên thế giới. Giống chó này có nguồn gốc từ Friesland và đặc biệt là từ khu vực rừng Frisian, một khu vực ở phía đông nam và phía đông của Friesland. Loài này đã được đề cập trong văn học Hà Lan trong thời kỳ đầu những năm 1800, nhưng chỉ mở rộng phạm vi phổ biến của giống từ những năm 1960 ra bên ngoài Friesland và mãi cho đến những năm 2000 mới có phạm vi chính thức mở rộng vượt ra ngoài Hà Lan. Cái tên Stabij tạm dịch là "đứng cạnh tôi" với phần cuối đơn giản là Frisian, có nghĩa là con chó, được phát âm là "hoon". Giống chó này được xem là một kho báu quốc gia của Hà Lan. Chỉ có một vài ngàn con chó giống Stabyhoun còn sống ngày nay trên toàn thế giới.

## Tính cách
Chó Stabyhoun có một tính cách nhẹ nhàng. Loài này rất thân thiện, nhạy cảm, thông minh, hòa bình, kiên nhẫn và sẵn lòng làm hài lòng, nhưng đôi khi có thể cứng đầu. Stabyhoun thể hiện sự khoan dung tuyệt vời đối với trẻ em và các động vật khác. Với việc huấn luyện ổn định nhưng nhẹ nhàng, giống chó này sẽ vâng lời và tận tụy với chủ nhân của nó. Stabyhoun không bao giờ hằn học hay cáu kỉnh.
Mặc dù một con chó giống Stabyhoun có thể rất bình tĩnh trong nhà, giống như tất cả các giống thể thao nó thích rất nhiều hoạt động thể chất. Stabyhoun nhìn chung là thích bơi.